# Bela Palanka
Bela Palanka városa az azonos nevű község székhelye Szerbiában, a Piroti körzetben.

## Népesség
- 1948-ban 2 823 lakosa volt.
- 1953-ban 3 168 lakosa volt.
- 1961-ben 4 300 lakosa volt.
- 1971-ben 5 772 lakosa volt.
- 1981-ben 7 502 lakosa volt.
- 1991-ben 8 347 lakosa volt
- 2002-ben 8 626 lakosa volt, melyből 7 491 szerb (86,84%), 1 018 cigány (11,8%), 9 macedón, 7 jugoszláv, 6 gorai, 4 bolgár, 4 horvát, 4 montenegrói, 2 magyar (0,02%), 1 bosnyák, 1 szlovén, 2 egyéb nemzetiségű, 40 nem nyilatkozott, 35 ismeretlen és 2 régióbeli hovatartozású személy.

## A községhez tartozó települések
- Babin Kal,
- Bežište,
- Bukurovac,
- Veta,
- Vitanovac (Bela Palanka),
- Vrandol,
- Vrgudinac,
- Glogovac (Bela Palanka),
- Gornja Glama,
- Gornja Koritnica,
- Gornji Rinj,
- Gradište (Bela Palanka),
- Divljana,
- Dolac (naselje) (Bela Palanka),
- Dolac (selo) (Bela Palanka),
- Donja Glama,
- Donja Koritnica,
- Donji Rinj,
- Draževo,
- Klenje
- Klisura (Bela Palanka),
- Kozja (Bela Palanka),
- Kosmovac,
- Kremenica (Bela Palanka),
- Krupac,
- Lanište,
- Leskovik (Bela Palanka),
- Ljubatovica,
- Miranovac,
- Miranovačka Kula,
- Moklište,
- Mokra (Bela Palanka),
- Novo Selo (Bela Palanka),
- Oreovac,
- Pajež,
- Sinjac,
- Tamnjanica,
- Telovac,
- Toponica,
- Crvena Reka (Bela Palanka),
- Crveni Breg (Bela Palanka),
- Crnče,
- Čiflik (Bela Palanka),
- Šljivovik,
- Špaj